# Rodney Redes
Rodney Redes, né le 22 février 2000 à La Colmena (es) au Paraguay, est un footballeur paraguayen qui joue au poste d'ailier gauche.

## Carrière

### Formation puis expérience étrangère
Né à La Colmena au Paraguay, Rodney Redes commence le football avec le Club Guaraní, où il est formé. Il obtient son premier titre en professionnel en remportant la coupe du Paraguay le 5 décembre 2018 contre le Club Olimpia. Il est titulaire et joue l'intégralité de la rencontre lors de ce match où les deux équipes se neutralisent dans le temps réglementaire (2-2). Le Club Guaraní s'impose finalement aux tirs au but (5-3).
Le 6 juillet 2020, Redes est transféré à l'Austin FC qui connait sa saison inaugurale en Major League Soccer en 2021, demeurant en prêt avec son club formateur jusqu'à la fin de l'année 2020.
Il fait ses débuts avec Austin le 18 avril 2021, lors de la première journée de la saison 2021 contre le Los Angeles FC. Il est titularisé ce jour-là, et son équipe s'incline par deux buts à zéro.

## Palmarès

### En club
Club Guaraní
- Vainqueur de la Coupe du Paraguay
  - 2018